# Лёдинген
Лёдинген (норв. Lødingen) — коммуна в фюльке Нурланн в Норвегии. Является частью региона Офотен. Административный центр коммуны — деревня Лёдинген.
Лёдинген был признан коммуной 1 января 1838 года. Позднее от территории Лёдингена были отделены следующие коммуны: Тюсфьорд в 1869 году и Хьельсунн в 1909 году. Территория Эфьорда была передана коммуне Балланген 1 января 1962 года.

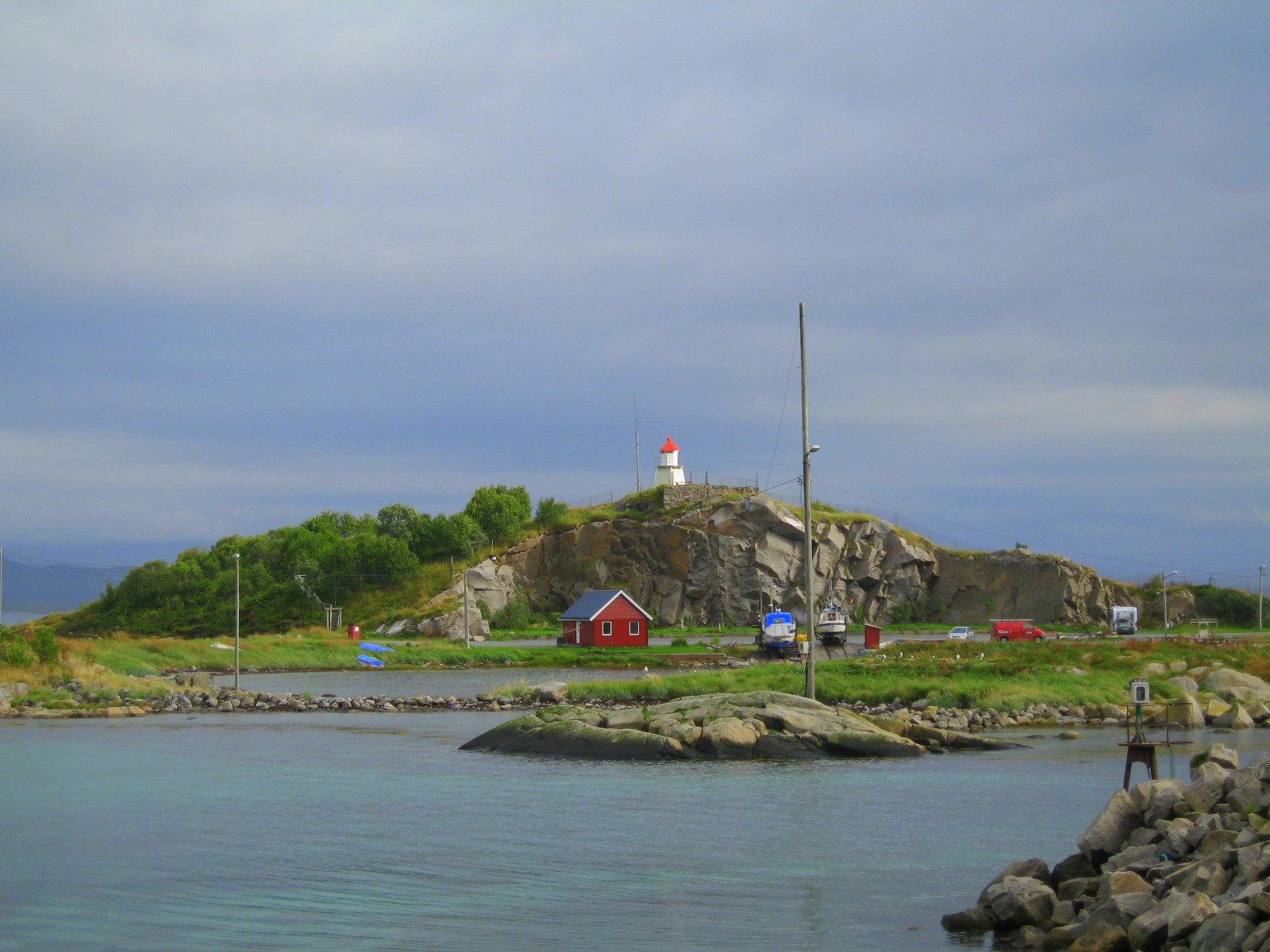
Лёдинген

## Общая информация

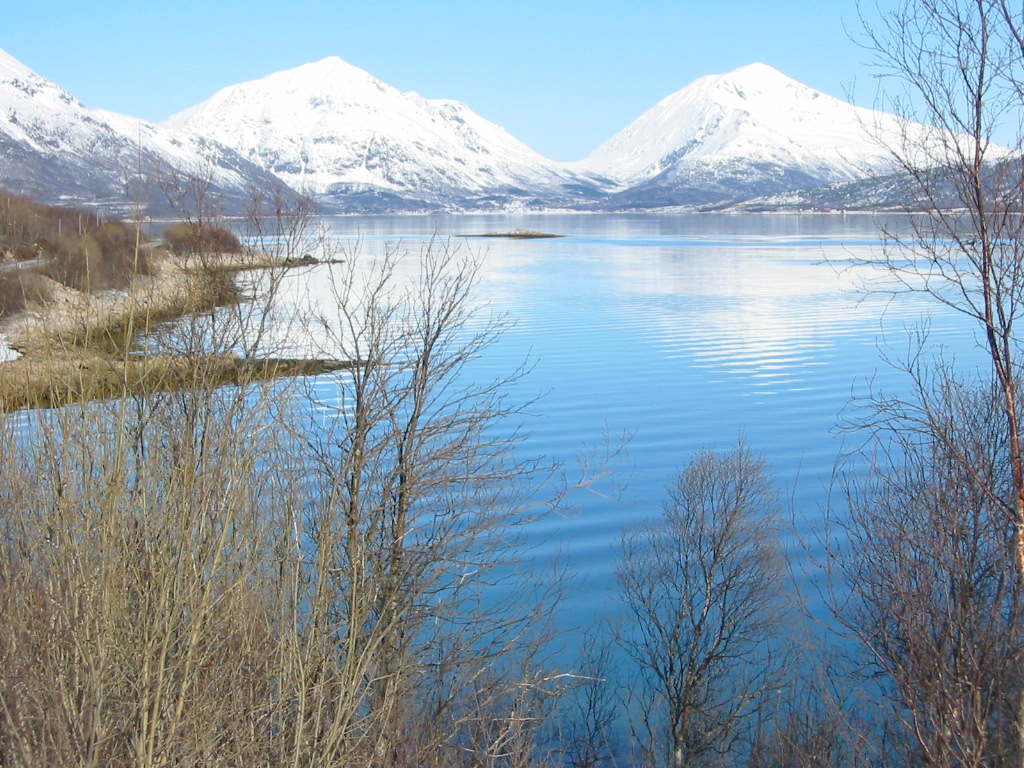
Вид на север на Тьелдсундет с северных окрестностей деревни Лёдинген

### Название
Коммуна (первоначально приход) была названа в честь старой фермы Lødingen (старонорвежский: Lödueng), поскольку там была построена первая церковь. Первая часть названия — родительный падеж слова laða, которое означает «овин для зерна/сена», окончание — слово  eng, означающее луг.

### Герб
У коммуны современный герб. Он был принят 11 мая 1984 года. На гербе изображена шерстяная пряжа золотого цвета, сложенная в форме цветка с пятью лепестками на красном фоне. Коммуна находится на пересечении автомобильных, корабельных и паромных маршрутов между пятью регионами, такими как: Лофотен, Офотен, Сальтен, Вестеролен и Южный Тромс. Так же коммуна расположена между пятью фьордами: Вестфьорд, Офотфьорд, Тюсфьорд, Хьельсуннет и Гуллесфьорд. Изображение на гербе так же является старинным символом удачи.

## География
Территория коммуны охватывает южную часть острова Хиннёя. Рельеф местности гористый с несколькими маленькими островами и фьордами. Центр коммуны — деревня Лёдинген, расположенная во внутренней части Вестфьорда на южном входе в пролив Хьельсуннет. Ближайший аэропорт — Аэропорт Харстад/Нарвик, расположенный в Эвенесе, находится на расстоянии 90 км по дороге. Лёдинген является важной паромной гаванью: автомобильный паром в Богнес (коммуна Тюсфьорд) отправляется 12 раз в день и длится 60 мин.

## Правительство

### Выборы 2007 года
Местные выборы 2007 года были выиграны Прогрессивной партией Норвегии, но поскольку Норвежская либеральная партия, Социалистическая левая партия Норвегии и Норвежская рабочая партия объединились, новым мэром стал Вибеке Твейт (Vibeke Tveit).

## Достопримечательности
- Глаз в Камне (норв. Øye i stein), являющийся часть Архитектурного пейзажа (Skulpturlandskap Nordland)
- Норвежский музей телеграфии
- Музей лоцманской службы